# Tratado Muñoz Vernaza-Suárez
El Tratado de Límites entre las Repúblicas de Colombia y Ecuador, coloquialmente el Tratado Muñoz Vernaza-Suárez, fue el acuerdo limítrofe firmado el 15 de julio de 1916 que puso fin al conflicto limítrofe entre Colombia y Ecuador; este tratado fue suscrito por los ministros plenipotenciarios de Ecuador y Colombia, actuando por el Ecuador el Dr. Alberto Muñoz Vernaza y por Colombia el Sr. Marco Fidel Suárez.
El tratado, en su artículo 1°, define los límites entre ambas naciones de la siguiente manera:

Partiendo de la boca del río Mataje, en el Océano Pacífico, aguas arriba de dicho río, hasta encontrar sus fuentes en la cumbre del gran ramal de los Andes que separa las aguas tributarias del río Santiago de las que van al Mira; sigue la línea de la frontera por la mencionada cumbre hasta la cabecera del río Canumbi, y por este río aguas abajo hasta su boca en el Mira; éste aguas arriba hasta su confluencia con el río San Juan; por este río aguas arriba hasta la boca del Arroyo o quebrada Agua-Hedionda, y por ésta hasta encontrar el origen principal del río Carchi, por este río aguas abajo hasta la boca de la quebrada de Tejes o Teques, y por esta quebrada hasta el cerro de la Quinta, de donde sigue la línea al cerro de Troya, y las cumbres de éste hasta el llano de los Ricos; toma después la quebrada Pun desde su origen hasta su desembocadura en el Chingual o Chanquer (según algunos geógrafos); de allí una línea a la cumbre de donde vierte la fuente principal del río San Miguel, este río aguas abajo, hasta el Sucumbíos, y éste hasta su desembocadura en el río Putumayo; de esta boca en dirección sud oeste el divortium aquarum entre el río Putumayo y el río Napo, y por este divortium aquarum hasta el origen principal del río Ambiyacu, y por el curso de este río hasta su desembocadura en el río Amazonas: siendo entendido que los territorios situados en la margen septentrional del Amazonas y comprendidos entre esta línea de frontera y el límite con el Brasil, pertenecen a Colombia, la cual por su parte deja en salvo los posibles derechos de terceros.

En este tratado Ecuador renunció a sus antiguas reclamaciones con base en la reales  cédulas de 1563 y de 1740 de dominio de territorios (186.600 km²) entre el río Caquetá y los ríos Napo-Amazonas en favor de Colombia, con lo cual este último se hizo colindante con el Brasil en la línea Apaporis-Tabatinga. Anteriormente la línea Apaporis-Tabatinga había sido establecida como frontera entre Brasil y Perú por el tratado del 23 de octubre de 1851 y entre Brasil y Ecuador por el tratado Tobar-Río Branco del 6 de mayo de 1904.